# Кременчуцьке професійно-технічне училище № 2
Кременчуцьке професійно-технічне училище № 2 — колишній навчальний заклад у м. Кременчук. Нині частина ВПУ № 7.

## Історія
1 серпня 2006 року ПТУ № 2 було приєднано до ВПУ № 7, з метою оптимізації мережі ПТНЗ.

## Освітня діяльність
Училище готує фахівців педагогічної освіти за спеціальністями:
- Паркетник.
- Столяр будівельний.
- Штукатур.
- Маляр.
- Лицювальник-плиточник.
- Монтажник із монтажу сталевих та залізобетонних конструкцій.
- Електрозварювальник рудного зварювання.